# Kappelner Heringstage

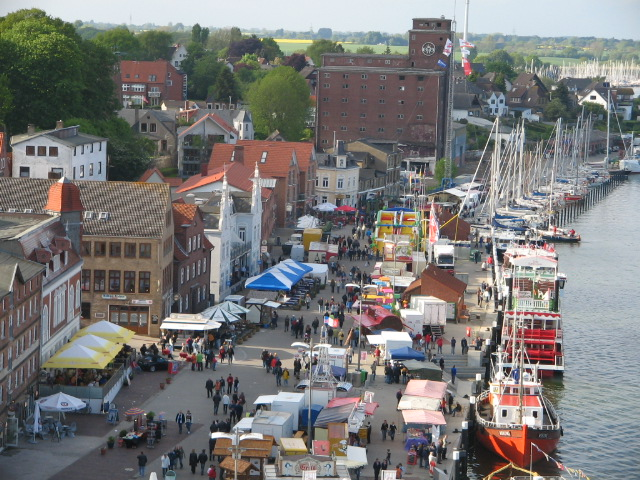
Kappelner Heringstage im Sommer 2007

Die Kappelner Heringstage sind ein Volksfest in Kappeln an der Schlei (Schleswig-Holstein).

## Ursprung

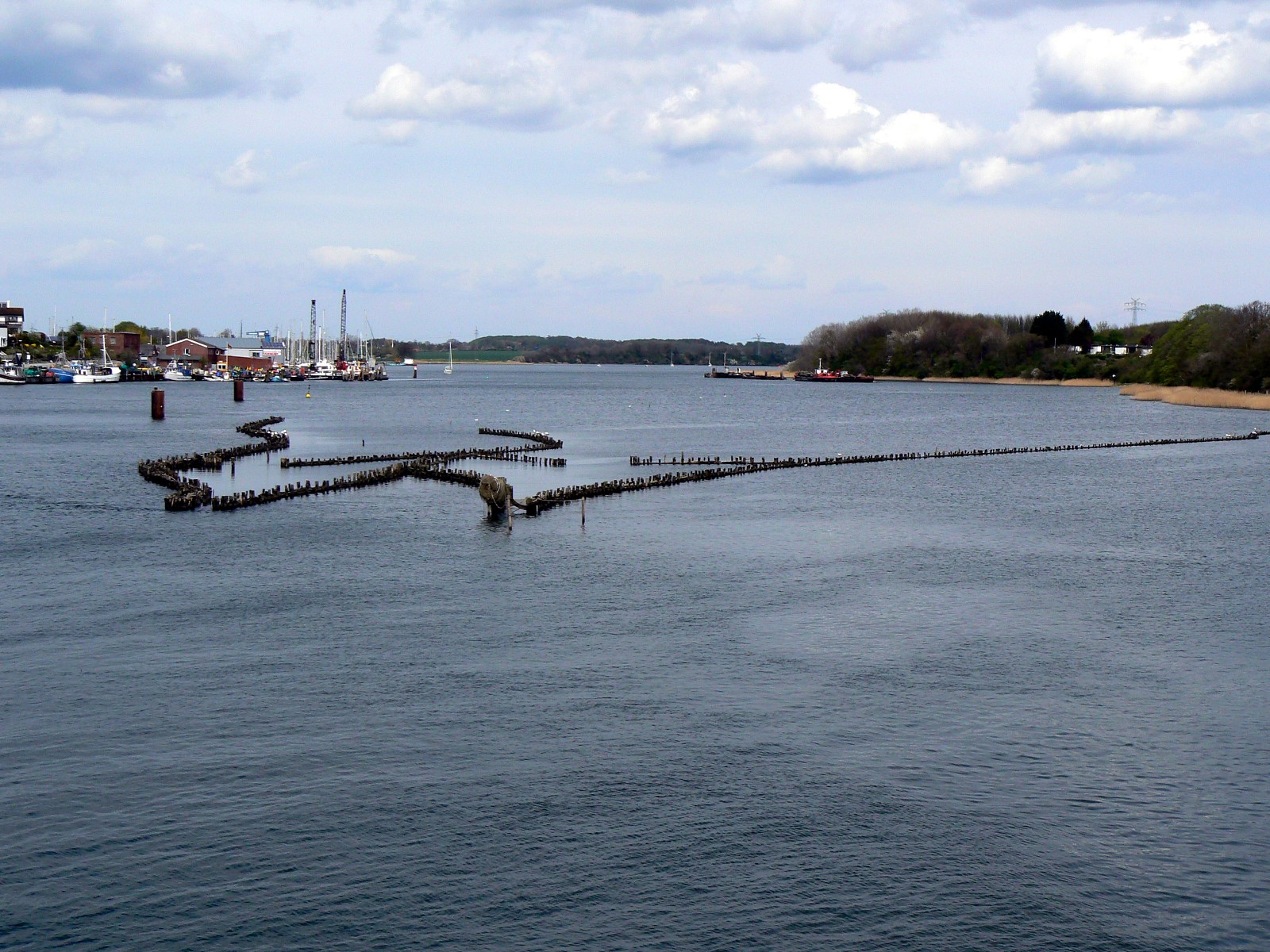
Heringszaun in der Schlei

Die Kappelner Heringstage erinnern daran, dass sich in der Schlei bei Kappeln der letzte Heringszaun in Europa befindet. Dieser besteht aus Pfählen, die in den Fördegrund gerammt und durch Flechtwerk miteinander verbunden sind. Vergleichbar einer großen Reuse verengt sich der Heringszaun trichterförmig und leitet die im zeitigen Frühjahr zum Laichen die Schlei aufwärts ziehenden Heringe in ein Netz, das sich am Ende des Zaunes befindet. Dieser Heringszaun ist ein Denkmal für eine Art der Fischerei, die heute nicht mehr wirtschaftlich genutzt wird.

## Veranstaltung

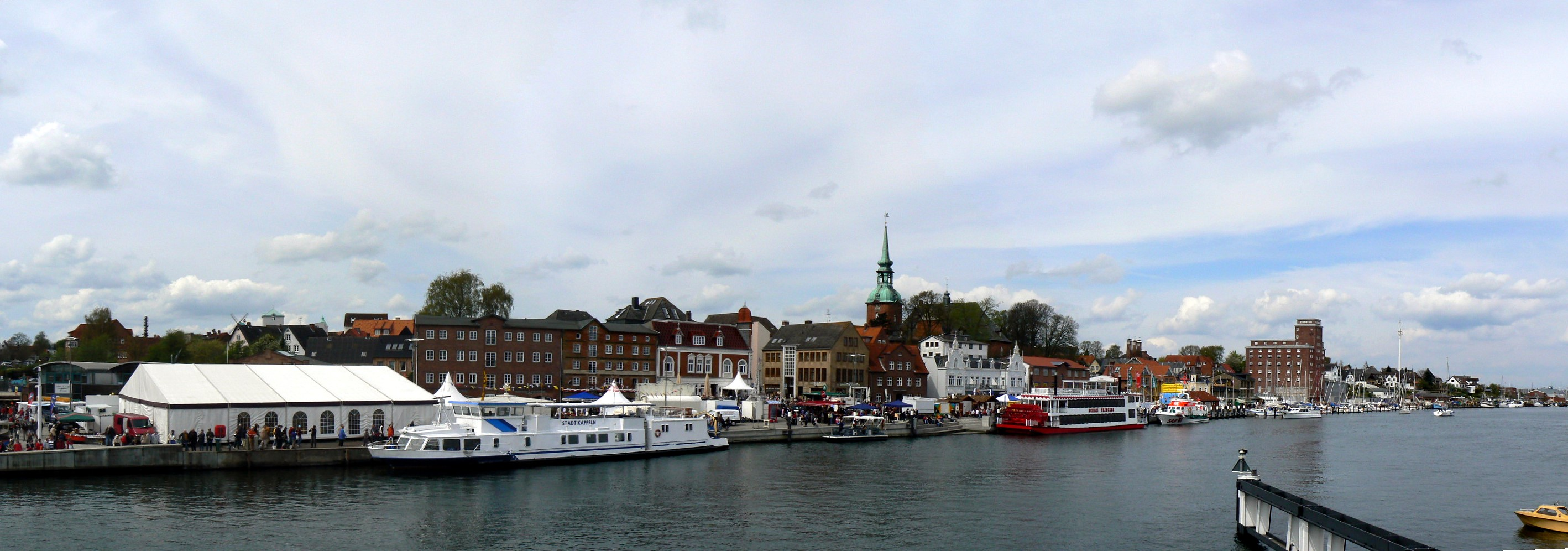
Bunte Hafenmeile

Zur Erinnerung an die Fangmethode mit Heringszaun und an die lange Tradition der Stadt als Fischereistandort sowie zum Vergnügen der Einheimischen und der Besucher Kappelns werden alljährlich vom Himmelfahrtstag bis zum folgenden Wochenende die Heringstage gefeiert. Diese sind ein Volksfest mit Konzerten, Auf- und Vorführungen, Verkaufsbuden und vielerlei Jahrmarktstrubel.
Im Mittelpunkt des Festes steht die sogenannte Heringswette. Bei der Prominentenwette gilt es, das Gewicht des aktuellen Fanges des Tages am Heringszaun in Pfund zu schätzen. Die Person mit dem genauesten Tipp wird für ein Jahr Kappelner Heringskönig oder Heringskönigin. Parallel zur Prominentenwette gibt es die Bürgerwette, wo die Anzahl der gefangenen Heringe geschätzt wird.
Die Kappelner Heringstage finden seit 1979 statt.
2020 und 2021 wurden die Heringsstage wegen der COVID-19-Pandemie abgesagt.